# Cacopsylla atlantica
Cacopsylla atlantica är en insektsart som först beskrevs av Loginova 1976.  Cacopsylla atlantica ingår i släktet Cacopsylla och familjen rundbladloppor. Inga underarter finns listade i Catalogue of Life.